# 천태종
천태종(天台宗, Tiantai · Tendai · Lotus School)은 《법화경》을 소의경전으로 하는 불교 종파이다.  중국의 천태종 · 한국의 천태종 · 일본의 천태종이 있다.
중국에서 천태학은 북제의 혜문과 혜사(慧思, 515-577)에 의해 연구되었는데, 종파로서의 천태종은 천태지자대사(天台智者大師) 지의에 의해 수나라 시대인 594년에 개창되었다. 중국의 천태종은 중국 불교의 대표적인 종파들 중 하나이다. 한국에서 천태학은 삼국 시대인 6세기부터 연구되었는데, 종파로서의 한국의 천태종, 즉 해동 천태종은 대각국사 의천에 의해 고려 숙종 2년(1097년)에 개창되었다. 일본의 천태종은 전교대사(傳敎大師) 사이초에 의해 805년에 개창되었다.
천태종의 교학을 천태교학(天台敎學)이라고 하며, 천태교학은 《법화경》을 근본 경전으로 하여 천태지자대사 지의가 대성한 중국 불교의 대표적인 교학 중 하나이다. 천태교학은 실상론(實相論)이라고도 불리는데, 주요 교의 및 수행 체계로는 삼제원융(三諦圓融), 일념삼천(一念三千), 사종삼매(四種三昧), 일심삼관(一心三觀), 교관이문(敎觀二門)이 있다.
오시팔교(五時八敎)는 천태지자대사 지의가 주장한 천태종의 교판으로, 오시팔교 교판은 한 종파로서의 천태종을 확립하는 기초가 되었다.

## 중국의 천태종

### 기초

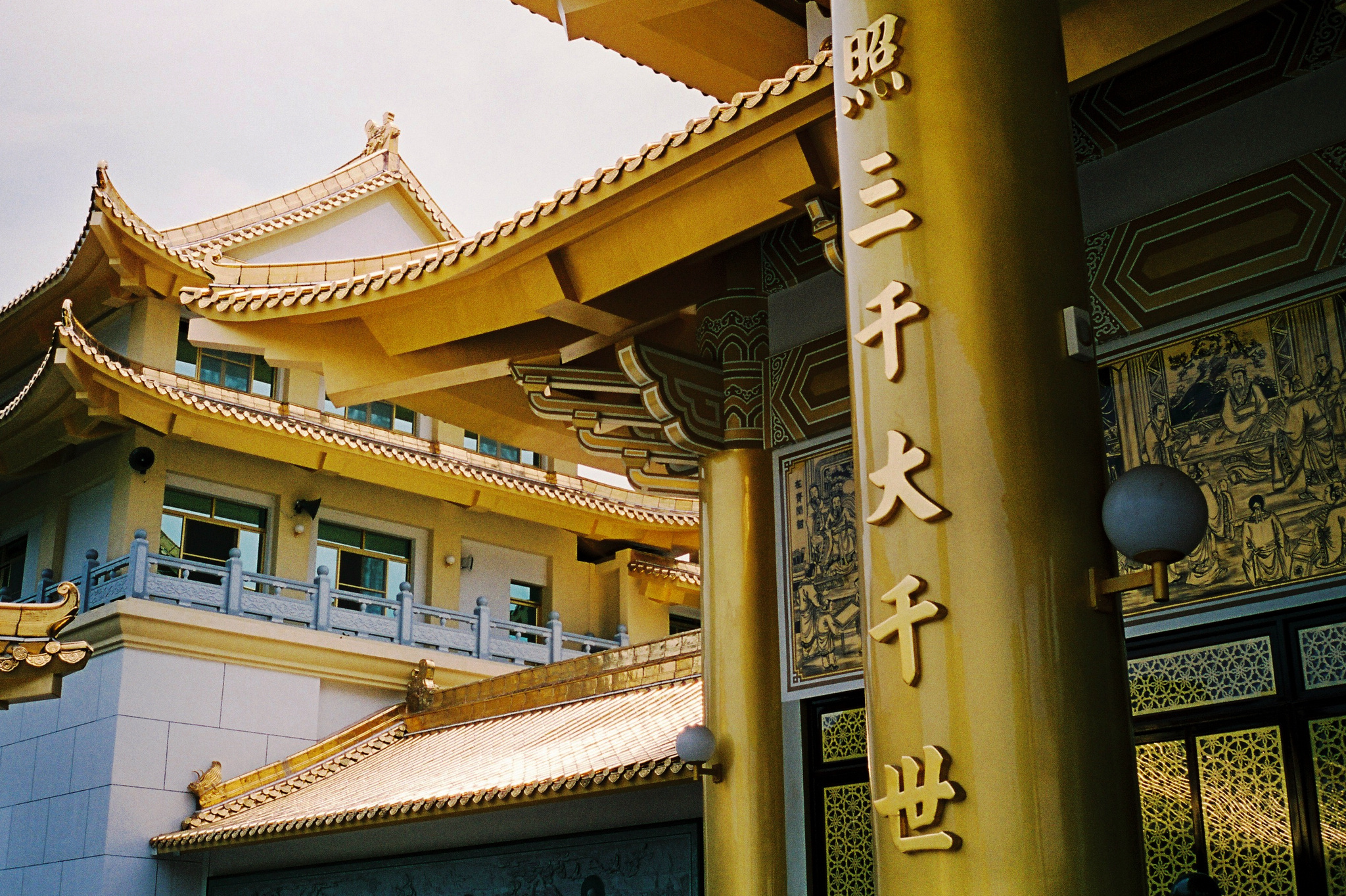
타이완 가오슝시의 천태종 사찰

천태종은 인도의 용수(龍樹, Nāgārjuna, 150?-250?)로부터 발단되어, 북제의 혜문(慧文, ?-?)과 혜사(慧思, 515-577)를 거쳐 수나라(581-618)의 천태대사 지의(智顗, 538-597)로 계보가 이어진 것으로 본다.
혜문은 용수의 저작인 《대지도론(大智度論)》 제27권에서 일체지(一切智) · 도종지(道種智) · 일체종지(一切種智)의 삼지(三智: 세 가지 지혜)를 한 마음 가운데서 얻는다는 "삼지일심중득(三智一心中得)"의 일심삼지(一心三智) 또는 일심삼관(一心三觀)의 묘리를 깨우치고 또한 용수의 《중론(中論)》 제24장 〈관사제품(觀四諦品)〉에 나오는 아래에 인용한 "인연소생법(因緣所生法: 법은 인과 연에 의해 생겨난다)"의 게송 등을 보고 공제(空諦) · 가제(假諦) · 중제(中諦)의 삼제(三諦)의 이치를 깊이 깨우쳤다. 혜문은 이러한 깨우침을 혜사에게 전함으로써 천태종이 일어날 기초를 열었다.
| 諸法有定性。則無因果等諸事。如偈說。 眾因緣生法 我說即是無 亦為是假名 亦是中道義 未曾有一法 不從因緣生 是故一切法 無不是空者 | 각각의 법이 고정된 성품을 지니고 있다면 곧 원인과 결과 등의 모든 일이 없어질 것이다. 때문에 나는 다음과 같은 게송으로 설명한다. 여러 인(因)과 연(緣)에 의해 생겨나는 것이 법(法: 존재)이다. 나는 이것을 공하다(無)고 말한다. 그리고 또한 가명(假名)이라고도 말하며, 중도(中道)의 이치라고도 말한다. 단 하나의 법(法: 존재)도 인과 연을 따라 생겨나지 않은 것이 없다. 그러므로 일체의 모든 법이 공하지 않은 것이 없다. 《중론(中論)》 4권 24장 〈관사제품(觀四諦品)〉. T30n1564_p0033b10(00) - T30n1564_p0033b14(00) |

혜사는 15세에 출가하여 《법화경》만을 전공하고 혜문의 가르침을 받아 일심으로 정진하여 법화삼매(法華三昧)를 얻었다.

### 성립

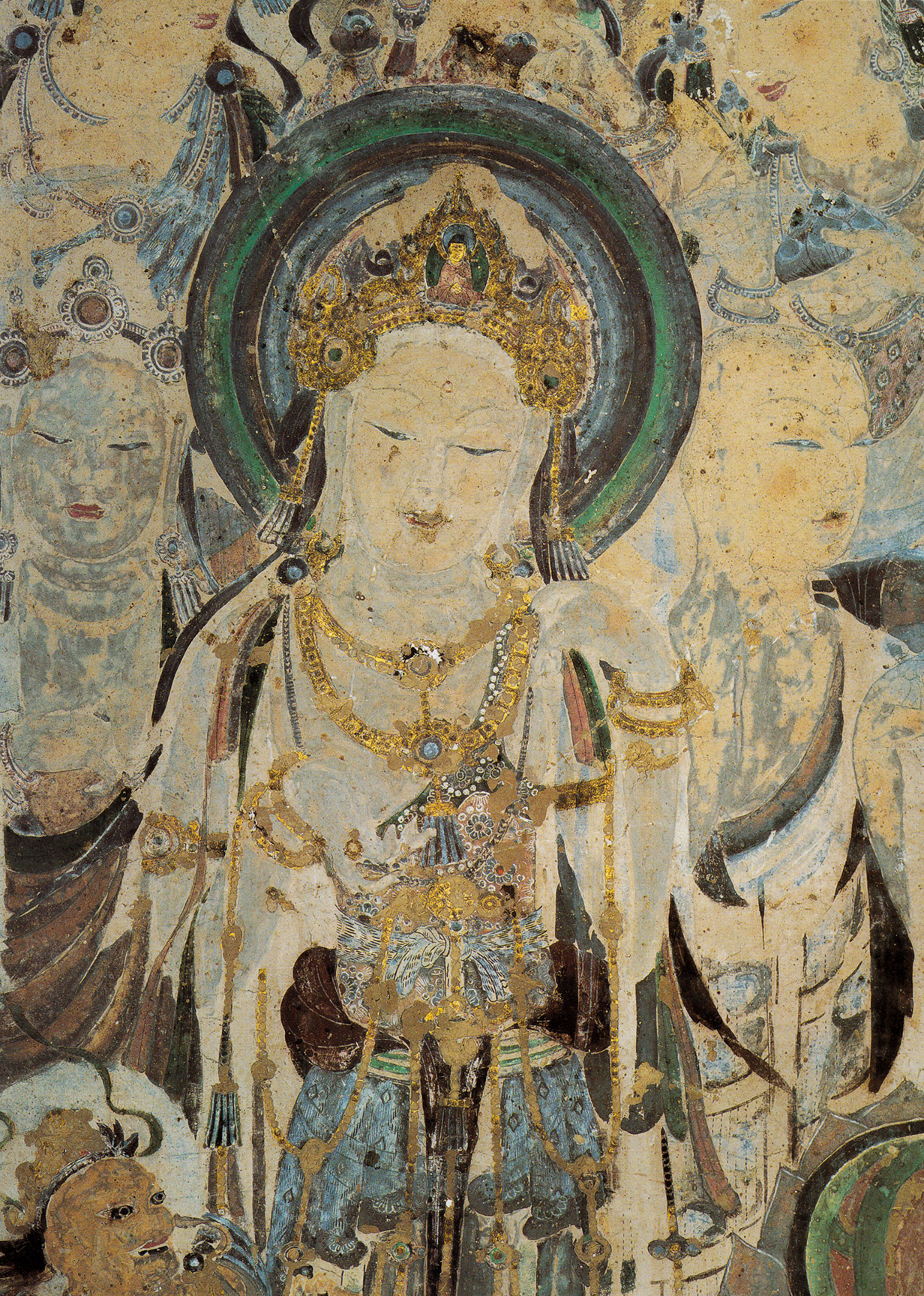
《법화경》의 주요 인물인 관세음보살

지의는 혜사의 문중에 들어가 지관법문(止觀法門) · 삼론계(三論界)의 교리와 선관(禪觀) · 달마선(達磨禪) 등 소위 북방계의 교리를 이어받고 법화삼매에 의하여 대오(大悟)하였다.
지의는 《법화경》을 최고위로 하는 5시8교(五時八敎)의 교판을 세움으로써 천태종이 중국 불교의 한 종파로 성립될 수 있는 기반을 확립하였다. 지의는 공제(空諦) · 가제(假諦) · 중제(中諦)의 삼제(三諦)가 서로 떨어지지 않고 무애자재하다는 삼제원융(三諦圓融)이라는 심원한 교리체계를 세움과 동시에, 상좌삼매(常坐三昧) · 상행삼매(常行三昧) · 반행반좌삼매(伴行半坐三昧) · 비행비좌삼매(非行非坐三昧)의 사종삼매(四種三昧)와 삼제원융(三諦圓融)을 관하여 3관상(觀相)이 일심(一心) 중에 성립함을 관찰하는 일심삼관(一心三觀)의 지관(止觀)을 수행함으로써 성불할 수 있다고 주장하고, 이론과 실천을 교관2문(敎觀二門)으로 정리하여 천태교학(天台敎學)을 대성하였다.
지의는 수나라(581-618) 시대인 594년에 중국 불교의 한 종파로서의 천태종을 개창하였다.

### 발전
지의(538-597)의 천태교학은 지의의 제자인 관정(灌頂: 561-632)에 의해 기록되어, 천태3대부(天台三大部)라 불리는 《법화현의(法華玄義)》·《법화문구(法華文句)》 · 《마하지관(摩訶止觀)》과 다른 기타 논서들이 편찬되었다.  지의 이후로, 천태교학은 지위(智威: ?-680) · 혜위(慧威: 634-713, 천태종 제7조) · 현랑(玄朗: 673-754) · 담연(湛然: 711-782)에게 계승되었다. 담연은 천태3대부에 주석을 달고 한때 천태종을 부흥시켰다.

### 쇠퇴
담연(湛然: 711-782)에 의해 일시적으로 천태종이 부흥하기는 하였으나, 당나라 무종(840-846년) 때의 회창의 폐불이라고 불리는 극심한 불교 탄압과 당 말기와 오대 십국 시대의 전란을 거치면서 천태종의 많은 논서들이 상실되었다. 후에 송나라(960-1279) 시대 때 천태종(조송천태 · 趙宋天台)의 부흥이 있었으나 차차 쇠퇴하였다.

## 한국의 천태종

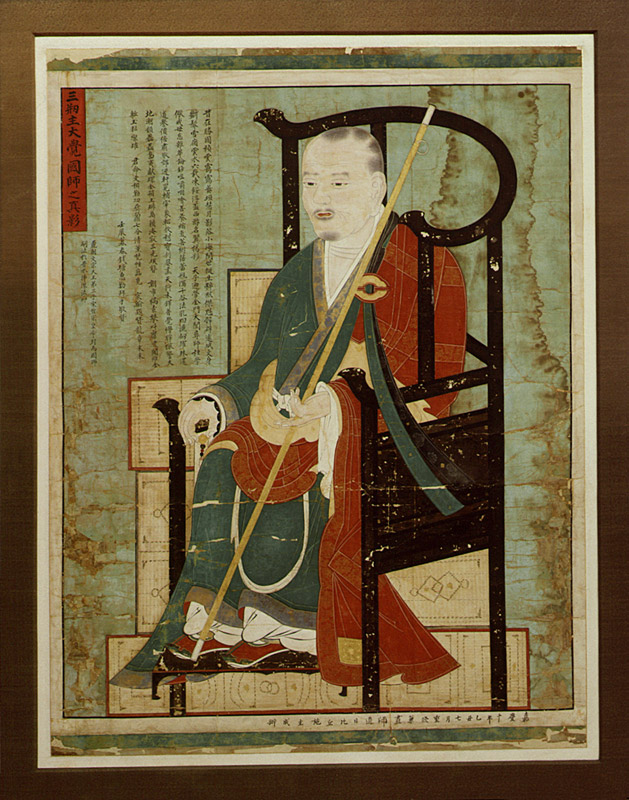
선암사에 있는 의천의 초상화

### 성립 및 발전
《법화경》을 소의경전으로 하고 선정(禪定)과 지혜(智慧)의 조화를 근본 교의로 하는 삼국 시대와 남북국 시대의 천태학은 고려 시대의 승려인 대각국사 의천에 의해 한국의 천태종, 즉 해동 천태종으로 성립되었다.
의천에 의해 종파로서의 천태종이 성립되기 이전부터, 천태학은 백제의 현광(玄光: 6세기), 신라의 법융(法融), 고구려의 파야(波若: ?-613), 고려의 제관(諦觀: ?-970?) 등에 의해 연구되었다.  의천은 개성의 국청사(國淸寺)에 주석하면서 고려 숙종(재위 1095-1105) 2년(1097)에 해동 천태종을 창시하였다.
의천은 화엄종 출신이었으나 천태종의 소의경전인 《법화경》과 천태종의 교학인 사교삼관(四敎三觀)을 내세웠다. 의천의 제자 중 원묘(圓妙)국사가 백련결사(白蓮結社)를 구성하여 적극적인 교단으로 발전하였다. 의천의 문하에 덕린(德麟) · 익종(翼宗) · 경란(景蘭) · 연묘(連妙)가 있었다.
천태종의 총본사는 국청사(國淸寺)였다. 남숭산 선봉사(僊鳳寺) · 북숭산 신광사(神光寺) 등의 6본사가 있었는데 이 사찰들은 천태 6파의 근본도량이었다.

### 특징
해동 천태종의 특징은 천태종(天台宗) · 조계종(曹溪宗) · 화엄종(華嚴宗) · 정토종(淨土宗)의 교의와 실천 체계가 혼융되어 있다는 점이다. 의천은 중국 송나라에 가서 천태종의 종지를 배우고 돌아와 1097년에 해동 천태종을 개창했는데, 중국에서는 교종(敎宗)의 한 종파였던 천태종이 한국에서는 선종(禪宗)에 가까운 불교로 성립되었다는 점이 또한 해동 천태종의 특징이다.
천태종 성립 이후, 당시 선종의 구산선문(九山禪門)은 조계종(曹溪宗)이라는 이름으로 총칭되면서 천태종과 조계종은 선종 계열의 양종(兩宗)으로 불리게 되었다. 이에 따라 5교 9산(五敎九山)은 5교 양종(五敎兩宗)이 되었다. 천태종의 성립으로 선종 9산, 즉 조계종은 큰 타격을 입어 겨우 종세(宗勢)를 유지했다.

### 교관겸수
의천은 교(敎)만 닦고 선(禪)을 없애거나 선만 주장하고 교를 버리는 것은 완전한 불교가 못되고 교와 선을 함께 닦아야 한다는 교관겸수(敎觀兼修)를 주장하였다.
고려에서 선종은 태조의 옹호를 받아 그 세력이 당당하였다. 그러나 현종(재위 1010-1031) 이후에 이르러서는 화엄종(華嚴宗) · 법상종(法相宗) 등의 교종이 세력을 얻어 선종에 대항하였으며, 교종과 선종은 서로의 장점을 주장하고 상대를 배척하기에 이르렀다. 이때 의천은 천태종과 화엄종 양종을 통화(統和)한 종합적 불교관을 세워 교(敎)와 관(觀)을 겸수하는 것이 불교 수행의 바른 길이라고 주장하였다. 의천은 교만 닦고 선을 없애거나 선만 주장하고 교를 버리는 것은 완전한 불교가 못된다고 결론을 내렸다. 이리하여 선 · 교가 자아(自我)만 주장하는 폐단을 타파하고 모든 불교가 대동단결하는 이론적 체계를 수립하였는데 이 체계가 교관겸수 사상이다. 교관겸수 사상은 조계종의 창시자인 지눌(1158-1210)의 정혜쌍수(定慧雙修) 사상과 함께 한국 불교의 전통이 되었다.
의천이 주장한 교관겸수의 "교관"과 천태교학의 교관이문(敎觀二門)의 "교관"은 말은 같지만 그 뜻은 다르다. 교관겸수의 교(敎)는 천태종의 교학과 더불어 화엄종 · 법상종 등의 교종의 가르침 전반을 의미하고, 교관이문의 교(敎)는 삼제원융 · 일념삼천 · 사종삼매 등과 같은 천태교학의 특징적인 가르침을 의미한다. 교관겸수의 관(觀)은 선종9산의 선과 천태종의 지관 수행법인 일심삼관을 포괄하는 의미의 수행이고, 교관이문의 관(觀)은 천태교학의 일심삼관의 수행이다.

### 분화 및 폐합
천태종은 고려 시대(918-1392) 말에 천태법사종(天台法事宗)과 천태소자종(天台疏字宗)으로 나뉘었다. 그 후 조선 시대(1392-1897)에서는 억불정책에 따라 천태종은 폐합의 과정을 겪었다. 조선 태종 7년(1407년)에 두 종파는 다시 천태종으로 통합되었다. 그 후 다시 세종 6년(1424년)에 불교 종단 전체가 선교 양종(禪敎兩宗)으로 폐합될 때, 천태종은 조계종(曹溪宗) · 총남종(摠南宗)과 함께 선종(禪宗)으로 폐합되었다.

### 대한민국의 천태종
현대 한국의 천태종인 대한불교 천태종은 세종 6년의 종파 폐합에 의해 없어진 해동 천태종을 대한민국의 강원도 삼척지방에서 주술을 배우던 박종각이라는 사람이 스스로 원각대조사(圓覺大祖師) 상월(上月: 1911-1974)이라고 개명하여 1966년에 만들었다. 대한불교 천태종은 1967년 1월 24일에 정부에 등록하면서 공식적으로 발족되었다. 대한불교 천태종에서는 3명의 종조를 모시는데, 중국의 승려 천태지자대사(天台智者大師) 지의(智顗: 538-597)를 천태종의 개조로 하고, 고려의 승려 대각국사 의천(義天: 1055-1101)을 개창조로 하고, 박종각 원각대조사 상월(上月: 1911-1974)을 중창조로 한다. 2003년 충청남도 논산시에 금강대학교를 설립하였다. 현재 대한불교 천태종의 총본산 사찰은 충청북도 단양군에 있는 구인사(救仁寺)이다. 종무행정기관인 총무원을 2018년까지 대전광역시 유성구에 위치한 광수사로 이전할 예정이라고 발표되었다.

## 일본의 천태종

### 성립

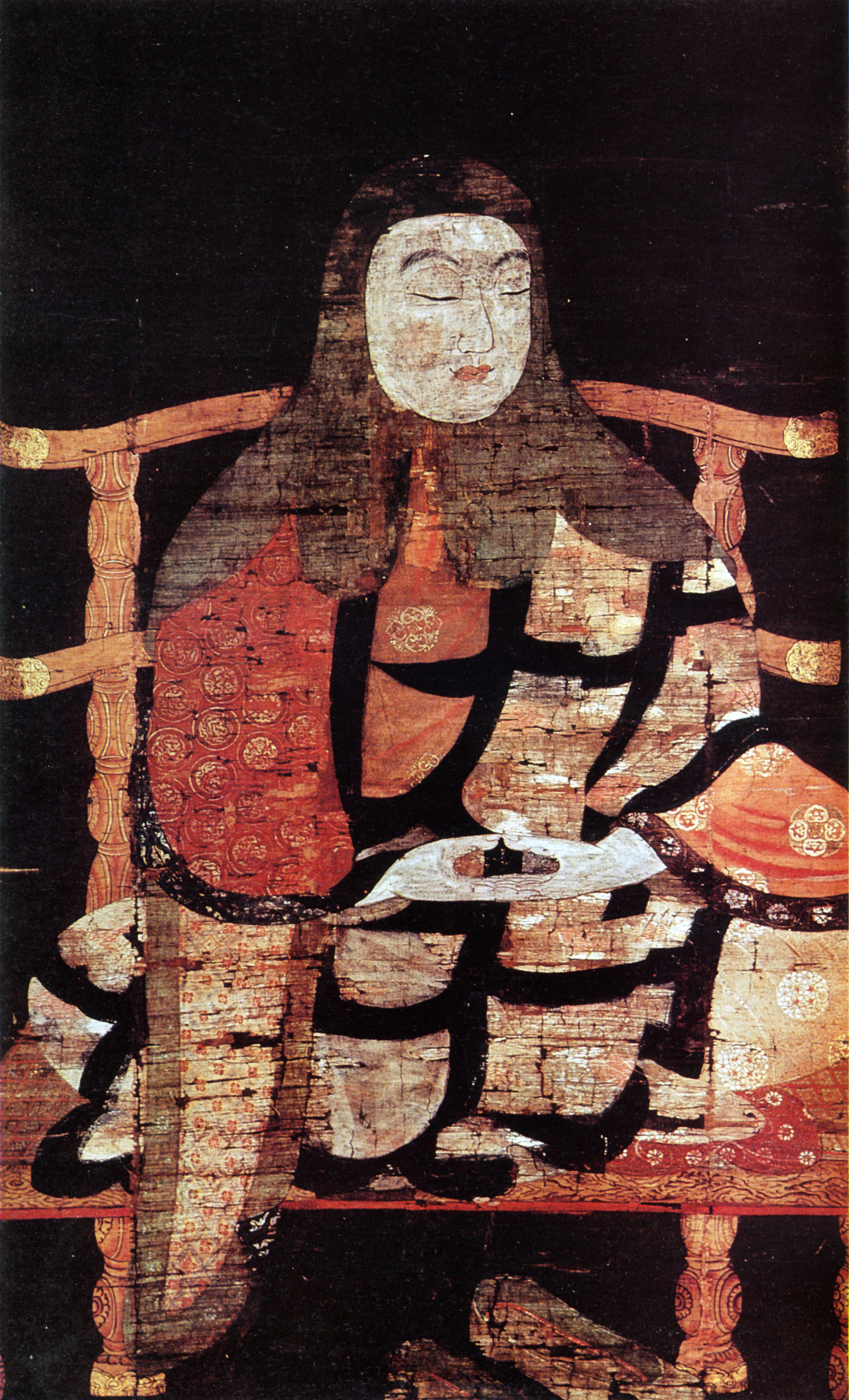
사이초(最澄: 767-822)

일본 천태종의 창시자 사이초(最澄, 767-822)는 12세에 국분사(國分寺)에 들어가 행표(行表)를 스승으로 모시고 유식의 교의를 배웠다. 14세에 출가하여 18세에 행표에게서 구족계를 받았다. 후에 사이초는 히에이산에 들어가 12년간 수행하면서 근본중당(根本中堂)을 건립하고, 574년(천평승보 6)에 중국의 승려 감진(鑒眞)이 일본에 올 때 들여왔던 중국 천태종의 서적들과 《대승기신론》·《화엄오교장(華嚴五敎章)》 등을 학습하였으며, 법화강경회(法華講經會) 등을 개최하였다.
804년에 사이초는 구카이(空海, 774-835)와 함께 당나라로 들어갔다. 805년 9월에 그는 9개월 동안의 구법(求法) 유학을 마치고 230부 460권의 천태종과 밀교의 경전을 가지고 귀국하였다. 그리고 그는 정식으로 일본 천태종을 개창하였다.
818년에 그는 《산가학생식(山家學生式)》을 써서 조정에 상주(上奏)하고, 히에이산에 대승 교단을 설립할 것을 요구하였으며, 자신이 19세 때 동대사에서 받았던 소승 252계를 폐기한다고 선포하였다. 이것은 나라 시대의 육종(六宗)과 결별한다는 의미였다. 820년 《현계론(顯戒論)》을 저술하여 천태산 원돈계(圓頓戒)의 종지를 설명하였다. 사이초는 822년 히에이산에서 입적하였다. 후에 전교대사(傳敎大師)란 시호를 받았는데, 이것은 일본에서 대사 시호를 하사한 최초의 사례였다.

### 특징
일본의 천태종은 한국이나 중국의 천태종과는 다르다. 일본의 천태종은 중국 천태종에다 밀종과 선종 및 보살원계(菩薩圓戒)를 부가하여 형성된 종파이다. 나라 시대(710-794)의 불교와 달리 헤이안 시대(794-1185)와 그 이후의 종파는 단순한 중국 불교가 아니라, 다원적인 일본 불교로 발전하였다. 그럼에도 불구하고 일본의 천태종은 여전히 천태종이라 불렸다.
일본의 천태종은 중국 천태종의 개조 지의의 천태법계를 전파하고 일념삼천(一念三天)과 삼제원융(三諦圓融) 등의 이론을 내세웠다. 그리고 이 기초 위에서 원교(천태) · 선 · 원계(대승계) · 밀교의 4교를 합일하는 사종겸학(四宗兼學)을 주장하였다.

## 천태역대조사 목록
- 고조 용수보살 (150 ~ 250년경)
- 북제존자(北齊尊者) 혜문(慧文) (6세기 중엽)
- 남악존자(南岳尊者) 혜사(慧思) (515 ~ 577)
- 지자대사(智者大師) 지의(智顗) (538 ~ 597)
- 장안존자(章安尊者) 관정(灌頂) (561 ~ 632)
- 법화존자(法華尊者) 지위(智威) (? ~ 680)
- 천궁존자(天宮尊者) 혜위(慧威) (634 ~ 713)
- 좌계존자(左溪尊者) 현랑(玄朗) (673 ~ 754)
- 형계존자(荊溪尊者) 담연(湛然) (711  ~782)
- 흥도존자(興道尊者) 도수(道邃) (? ~ 805)
- 지행존자(至行尊者) 광수(廣修) (?~843)
- 정정존자(正定尊者) 물외(物外) (?~885)
- 묘설존자(妙說尊者) 원수(元琇)
- 고론존자(高論尊者) 청송(淸竦)
- 정광존자(淨光尊者) 의적(義寂) (919 ~ 987)
- 보운존자(寶雲尊者) 의통(義通) (927 ~ 988)
- 법지존자(法智尊者) 지례(知禮) (960 ~ 1028)

## 같이 보기
- 지의
- 천태교학
- 5시8교
- 삼제원융
- 일심삼관
- 사종삼매
- 일본 불교의 종파
- 일본 불교의 종파 목록
- 중국 불교의 종파
- 중국 불교의 종파 목록
- 한국 불교의 종파
- 한국 불교의 종파 목록

## 참고 문헌
- 이 문서에는 다음커뮤니케이션(현 카카오)에서 GFDL 또는 CC-SA 라이선스로 배포한 글로벌 세계대백과사전의 내용을 기초로 작성된 글이 포함되어 있습니다.